# Список глав государств в 1966 году
| 1965 ← Список глав государств по годам → 1967 |

В списке перечислены лидеры государств по состоянию на 1966 год. В том случае, если ведущую роль в государстве играет коммунистическая партия, указан как де-юре глава государства — председатель высшего органа государственной власти, так и де-факто — глава коммунистической партии.
Цветом выделены страны, в которых в данном году произошли смены власти вследствие следующих событий:
- Получение страной независимости;
- Военный переворот, революция, всеобщее восстание ;
- Президентские выборы;
- парламентские выборы, парламентский кризис;
- Смерть одного из руководителей страны;
- Иные причины.

## Азия
|                                                          | Арабские эмираты (протектораты Великобритании)                   |                                              |                                                           | | |   |
|                                                          |                                                                  | Абу-Даби                                     | Эмир                                                      | Шахбут ибн Султан Аль Нахайян Заид ибн Султан Аль Нахайян                                                             | 1928 год—1966 год 1966 год—2004 год |   |
|                                                          | Аджман                                                           | Эмир                                         | Рашид III ибн Хумайд                                      | 1928 год—1981 год | |   |
|                                                          | Дубай                                                            | Шейх                                         | Рашид ибн Саид Аль Мактум                                 | 1958 год—1971 год | |   |
|                                                          | Рас-эль-Хайма                                                    | Эмир                                         | Сакр ибн Мухаммад                                         | 1948 год—2010 год | |   |
|                                                          | Умм-эль-Кайвайн                                                  | Эмир                                         | Ахмад II бин Рашид аль-Муалла                             | 1929 год—1981 год | |   |
|                                                          | Эль-Фуджайра                                                     | Шейх                                         | Мохаммед бин Хамад                                        | 1938 год—1974 год | |   |
|                                                          | Шарджа                                                           | Шейх                                         | Халид III бин Мухаммад                                    | 1965 год—1972 год | |   |
|                                                          | Афганистан                                                       | Афганистан                                   | Король                                                    | Захир-шах | 1933 год—1973 год |   |
| Премьер-министр                                          | Афганистан                                                       | Афганистан                                   | Мохаммад Майвандваль                                      | 1965 год—1967 год | |   |
|                                                          | Бахрейн (протекторат Великобритании)                             | Бахрейн (протекторат Великобритании)         | Хаким                                                     | Иса ибн Салман Аль Халифа                                                                                             | 1961 год—1971 год |   |
|                                                          | Союз Бирма                                                       | Союз Бирма                                   | Председатель Революционного совета                        | Не Вин | 1962 год—1974 год |   |
| Премьер-министр                                          | Союз Бирма                                                       | Союз Бирма                                   | 1958 год—1960 год, 1962 год—1974 год                      | Не Вин | |   |
| Флаг Брунея                                              | Бруней (протекторат Великобритании)                              | Бруней (протекторат Великобритании)          | Султан                                                    | Омар Али Сайфуддин III                                                                                                | 1950 год—1967 год |   |
|                                                          | Бутан                                                            | Бутан                                        | Король                                                    | Джигме Дорджи Вангчук                                                                                                 | 1952 год—1972 год |   |
|                                                          | Республика Вьетнам                                               | Республика Вьетнам                           | Президент                                                 | Нгуен Ван Тхьеу | 1965 год—1975 год |   |
| Премьер-министр                                          | Республика Вьетнам                                               | Республика Вьетнам                           | Нгуен Као Ки                                              | 1965 год—1967 год | |   |
|                                                          | Демократическая Республика Вьетнам                               | Демократическая Республика Вьетнам           | Председатель ЦК Партии трудящихся Вьетнама                | Хо Ши Мин | 1951 год—1969 год |   |
| Президент                                                | Демократическая Республика Вьетнам                               | Демократическая Республика Вьетнам           | 1945 год—1969 год                                         | Хо Ши Мин | |   |
| Премьер-министр                                          | Демократическая Республика Вьетнам                               | Демократическая Республика Вьетнам           | Фам Ван Донг                                              | 1955 год—1976 год | |   |
| Флаг Израиля                                             | Израиль                                                          | Израиль                                      | Президент                                                 | Залман Шазар | 1963 год—1973 год |   |
| Флаг Израиля                                             | Израиль                                                          | Израиль                                      | Премьер-министр                                           | Леви Эшколь | 1963 год—1969 год |   |
|                                                          | Индия                                                            | Индия                                        | Президент                                                 | Сарвепалли Радхакришнан                                                                                               | 1962 год—1967 год |   |
| Премьер-министр                                          | Индия                                                            | Индия                                        | Лал Бахадур Шастри Гулзарилал Нанда (и. о.) Индира Ганди  | 1964 год—1966 год (1964 год, 1966 год) (1966 год—1977 год, 1980 год—1984 год)                                         | |   |
| Флаг Индонезии                                           | Индонезия                                                        | Индонезия                                    | Президент                                                 | Сукарно | 1945 год—1949 год, 1950 год—1967 год |   |
| Флаг Иордании                                            | Иордания                                                         | Иордания                                     | Король                                                    | Хусейн ибн Талал | 1952 год—1999 год |   |
| Флаг Иордании                                            | Иордания                                                         | Иордания                                     | Премьер-министр                                           | Васфи ат-Телль | 1962 год—1963 год, 1965 год—1967 год, 1970 год—1971 год |   |
|                                                          | Ирак                                                             | Ирак                                         | Президент                                                 | Абдул Салам Ареф Абд ар-Рахман Ареф                                                                                   | 1963 год—1966 год 1966 год—1968 год |   |
| Премьер-министр                                          | Ирак                                                             | Ирак                                         | Абд ар-Рахман Аль-Баззаз Наджи Талиб                      | 1965 год—1966 год, 1966 год—1967 год                                                                                  | |   |
|                                                          | Иран                                                             | Иран                                         | Шах                                                       | Мохаммед Реза Пехлеви                                                                                                 | 1941 год—1979 год |   |
| Премьер-министр                                          | Иран                                                             | Иран                                         | Амир Аббас Ховейда                                        | 1965 год—1977 год | |   |
|                                                          | Йеменская Арабская Республика                                    | Йеменская Арабская Республика                | Президент                                                 | Абдалла Ас-Саляль | 1962 год—1967 год |   |
| Премьер-министр                                          | Йеменская Арабская Республика                                    | Йеменская Арабская Республика                | Хасан Аль-Амри Абдалла Ас-Саляль                          | (1964 год, 1965 год, 1965 год—1966 год, 1967 год—1969 год, 1971 год) (1962 год—1963 год, 1965 год, 1966 год—1967 год) | |   |
|                                                          | Йеменские султанаты и шейхства (протекторат Великобритании Аден) |                                              |                                                           | | |   |
|                                                          |                                                                  | Алави                                        | Шейх                                                      | Салих ибн Сайель аль-Алави                                                                                            | 1940 год—1967 год |   |
|                                                          | Акраби                                                           | Шейх                                         | Махмуд ибн Мухаммад аль-Акраби                            | 1957 год—1967 год | |   |
|                                                          | Аудхали                                                          | султан                                       | Салих ибн Аль-Хусейн                                      | 1928 год—1967 год | |   |
|                                                          | Верхний Аулаки                                                   | Султан                                       | Авад ибн Салих                                            | 1935 год—1967 год | |   |
|                                                          | Верхняя Яфа                                                      | Султан                                       | Мухаммад II бин Салих аль-Хархара                         | 1948 год—1967 год | |   |
|                                                          | Дали                                                             | Эмир                                         | Шафауль III бин Али аль-Амири                             | 1954 год—1967 год | |   |
|                                                          | Касири                                                           | Султан                                       | Аль-Хусейн ибн Али                                        | 1949 год—1967 год | |   |
|                                                          | Куайти                                                           | Султан                                       | Авад II ибн Салех аль-Куайти Галиб II ибн Авад аль-Куайти | 1956 год—1966 год 1966 год—1967 год                                                                                   | |   |
|                                                          | Лахедж                                                           | Султан                                       | Фадл VI ибн Абд аль-Карим                                 | 1958 год—1967 год | |   |
|                                                          | Мафлахи                                                          | Шейх                                         | Аль-Касим ибн Абд аль-Рахман                              | 1920 год—1967 год | |   |
|                                                          | Нижний Аулаки                                                    | Султан                                       | Насир III ибн Айдарус аль-Аулаки                          | 1947 год—1967 год | |   |
|                                                          | Нижняя Яфа                                                       | Cултан                                       | Махмуд ибн Айдарус аль-Афифи                              | 1958 год—1967 год | |   |
|                                                          | Фадли                                                            | Cултан                                       | Насир бин Абдаллах аль-Фадли                              | 1964 год—1967 год | |   |
|                                                          | Шаиб                                                             | Шейх                                         | Яхья ибн Мутаххар аль-Саклади                             | 1965 год—1967 год | |   |
|                                                          | Камбоджа                                                         | Камбоджа                                     | Глава государства                                         | Нородом Сианук | 1960 год—1970 год |   |
| Премьер-министр                                          | Камбоджа                                                         | Камбоджа                                     | Нородом Кантол Лон Нол                                    | 1962 год—1966 год (1966 год—1967 год, 1969 год—1971 год)                                                              | |   |
|                                                          | Катар (протекторат Великобритании)                               | Катар (протекторат Великобритании)           | Эмир                                                      | Ахмад бин Али Аль Тани                                                                                                | 1960 год—1972 год |   |
|                                                          | Кипр                                                             | Кипр                                         | Президент                                                 | Архиепископ Макариос III                                                                                              | 1960 год—1974 год 1974 год—1977 год |   |
|                                                          | Китайская Народная Республика                                    | Китайская Народная Республика                | Генеральный секретарь ЦК Коммунистической партии Китая    | Мао Цзэдун | 1943 год—1976 год |   |
| Председатель                                             | Китайская Народная Республика                                    | Китайская Народная Республика                | Лю Шаоци                                                  | 1959 год—1968 год | |   |
| Премьер Госсовета                                        | Китайская Народная Республика                                    | Китайская Народная Республика                | Чжоу Эньлай                                               | 1949 год—1976 год | |   |
|                                                          | Китайская Республика (Тайвань)                                   | Китайская Республика (Тайвань)               | Президент                                                 | Чан Кайши | 1950 год—1975 год |   |
| Председатель Исполнительного Юаня                        | Китайская Республика (Тайвань)                                   | Китайская Республика (Тайвань)               | Янь Цзягань                                               | 1963 год—1972 год | |   |
|                                                          | Корейская Народно-Демократическая Республика                     | Корейская Народно-Демократическая Республика | Генеральный секретарь ЦК Трудовой партии Кореи            | Ким Ир Сен | 1966 год—1994 год |   |
| Председатель кабинета министров                          | Корейская Народно-Демократическая Республика                     | Корейская Народно-Демократическая Республика | 1948 год—1972 год                                         | Ким Ир Сен | |   |
| Председатель Президиума Верховного народного собрания    | Корейская Народно-Демократическая Республика                     | Корейская Народно-Демократическая Республика | Чхве Ён Гон                                               | 1957 год—1972 год | |   |
| Флаг Кувейта                                             | Кувейт                                                           | Кувейт                                       | Эмир                                                      | Сабах ас-Салем ас-Сабах                                                                                               | 1965 год—1977 год |   |
| Флаг Кувейта                                             | Кувейт                                                           | Кувейт                                       | Премьер-министр                                           | Джабер аль-Ахмед ас-Сабах                                                                                             | 1965 год—1977 год | ] |
|                                                          | Лаос                                                             | Лаос                                         | Король                                                    | Саванг Ватхана | 1959 год—1975 год |   |
| Премьер-министр                                          | Лаос                                                             | Лаос                                         | Суванна Фума                                              | 1951 год—1954 год, 1956 год—1958 год, 1960 год, 1962 год—1975 год                                                     | |   |
| Флаг Ливана                                              | Ливан                                                            | Ливан                                        | Президент                                                 | Шарль Элу | 1964 год—1970 год |   |
| Флаг Ливана                                              | Ливан                                                            | Ливан                                        | Премьер-министр                                           | Рашид Караме Абдалла Яфи                                                                                              | (1955 год—1956 год, 1958 год—1960 год, 1961 год—1964 год, 1965 год—1966 год, 1966 год—1968 год, 1969 год—1970 год, 1975 год—1976 год, 1984 год—1987 год) (1938 год—1939 год, 1951 год—1952 год, 1952 год, 1953 год, 1956 год, 1966 год, 1968 год—1969 год) |   |
|                                                          | Малайзия                                                         | Малайзия                                     | Янг ди-Пертуан Агонг (Верховный глава)                    | Исмаил Насируддин Шах                                                                                                 | 1965 год—1970 год |   |
| Премьер-министр                                          | Малайзия                                                         | Малайзия                                     | Абдул Рахман                                              | 1957 год—1970 год | |   |
| Флаг Мальдивской Республики                              | Мальдивы                                                         | Мальдивы                                     | Король                                                    | Мухаммед Фарид Диди                                                                                                   | 1954 год—1968 год |   |
| Флаг Мальдивской Республики                              | Мальдивы                                                         | Мальдивы                                     | Премьер-министр                                           | Ибрагим Насир | 1957 год—1968 год |   |
|                                                          | Монгольская Народная Республика                                  | Монгольская Народная Республика              | Первый секретарь ЦК Монгольской народной партии           | Юмжагийн Цеденбал | 1958 год—1984 год |   |
| Председатель Совета министров                            | Монгольская Народная Республика                                  | Монгольская Народная Республика              | 1952 год—1974 год                                         | Юмжагийн Цеденбал | |   |
| Председатель Президиума Великого Государственного Хурала | Монгольская Народная Республика                                  | Монгольская Народная Республика              | Жамсарангийн Самбу                                        | 1954 год—1972 год | |   |
|                                                          | Непал                                                            | Непал                                        | Король                                                    | Махендра | 1955 год—1972 год |   |
| Премьер-министр                                          | Непал                                                            | Непал                                        | Сурья Бахадур Тхапа                                       | 1963 год—1964 год, 1965 год—1969 год, 1979 год—1983 год, 1997 год—1997 год, 2003 год—2004 год                         | |   |
|                                                          | Оман (протекторат Великобритании)                                | Оман (протекторат Великобритании)            | Султан                                                    | Саид бин Таймур | 1932 год—1970 год |   |
| Флаг Пакистана                                           | Пакистан                                                         | Пакистан                                     | Президент                                                 | Мухаммед Айюб Хан | 1958 год—1969 год |   |
| Флаг Пакистана                                           |                                                                  | Дир                                          | Наваб                                                     | Мохаммад Шах Хосру Хан                                                                                                | 1960 год—1969 год |   |
| Флаг Пакистана                                           |                                                                  | Хунза                                        | мир                                                       | Мухаммад Джамаль Хан                                                                                                  | 1945 год—1974 год |   |
|                                                          | Саудовская Аравия                                                | Саудовская Аравия                            | Король                                                    | Фейсал ибн Абдул-Азиз Аль Сауд                                                                                        | 1964 год—1975 год |   |
| Премьер-министр                                          | Саудовская Аравия                                                | Саудовская Аравия                            | 1954 год—1960 год, 1962 год—1975 год                      | Фейсал ибн Абдул-Азиз Аль Сауд                                                                                        | |   |
|                                                          | Сикким                                                           | Сикким                                       | Чогьял                                                    | Палден Тондуп Намгьял                                                                                                 | 1963 год—1975 год |   |
| Флаг Сингапура                                           | Сингапур                                                         | Сингапур                                     | Президент                                                 | Юсоф бин Исхак | 1965 год—1970 год |   |
| Флаг Сингапура                                           | Сингапур                                                         | Сингапур                                     | Премьер-министр                                           | Ли Куан Ю | 1959 год—1990 год |   |
|                                                          | Сирия                                                            | Сирия                                        | Президент                                                 | Амин Аль-Хафез Нуреддин Аль-Атаси                                                                                     | 1963 год—1966 год 1966 год—1970 год |   |
| Премьер-министр                                          | Сирия                                                            | Сирия                                        | Салах ад-Дин Битар Юсуф Зуэйин                            | (1963 год, 1964 год, 1966 год) (1965 год, 1966 год—1968 год)                                                          | |   |
| Флаг Таиланда                                            | Таиланд                                                          | Таиланд                                      | Король                                                    | Рама IX (Пхумипон Адульядет)                                                                                          | 1946 год—2016 год |   |
| Флаг Таиланда                                            | Таиланд                                                          | Таиланд                                      | Премьер-министр                                           | Таном Киттикачон | 1958 год, 1963 год—1973 год |   |
|                                                          | Турция                                                           | Турция                                       | Президент                                                 | Джемаль Гюрсель Ибрахим Шевки Атасагун (и. о.) Джевдет Сунай                                                          | 1961 год—1966 год 1966 год 1966 год—1973 год |   |
| Премьер-министр                                          | Турция                                                           | Турция                                       | Сулейман Демирель                                         | 1965 год—1971 год, 1975 год—1977 год, 1977 год—1978 год, 1979 год—1980 год, 1991 год—1993 год                         | |   |
|                                                          | Филиппины                                                        | Филиппины                                    | Президент                                                 | Фердинанд Маркос | 1965 год—1986 год |   |
|                                                          | Цейлон (доминион Великобритании)                                 | Цейлон (доминион Великобритании)             | Королева                                                  | Елизавета II | 1952 год—1972 год |   |
| Генерал-губернатор                                       | Цейлон (доминион Великобритании)                                 | Цейлон (доминион Великобритании)             | Уильям Гопаллава                                          | 1962 год—1972 год | |   |
| Премьер-министр                                          | Цейлон (доминион Великобритании)                                 | Цейлон (доминион Великобритании)             | Дадли Шелтон Сенанаяке                                    | 1952 год—1953 год, 1960 год, 1965 год—1970 год                                                                        | |   |
|                                                          | Южная Корея                                                      | Южная Корея                                  | Президент                                                 | Пак Чонхи | 1962 год—1979 год |   |
| Премьер-министр                                          | Южная Корея                                                      | Южная Корея                                  | Чон Иль Гвон                                              | 1964 год—1970 год | |   |
|                                                          | Япония                                                           | Япония                                       | Император                                                 | Хирохито (император Сёва)                                                                                             | 1926 год—1989 год |   |
| Премьер-министр                                          | Япония                                                           | Япония                                       | Эйсаку Сато                                               | 1964 год—1972 год | |   |

## Африка
| Флаг                                | Страна                                                                                      | Страна                                                                                      | Должность                                                | Имя                                                                           | Начало и конец срока                                     | Фото |
| ----------------------------------- | ------------------------------------------------------------------------------------------- | ------------------------------------------------------------------------------------------- | -------------------------------------------------------- | ----------------------------------------------------------------------------- | -------------------------------------------------------- | ---- |
| Флаг Алжира                         | Алжир                                                                                       | Алжир                                                                                       | Председатель Революционного совета                       | Хуари Бумедьен                                                                | 1965 год—1976 год                                        |      |
| Флаг Ботсваны                       | Ботсвана Британский протекторат Бечуаналенд, получивший независимость 30 сентября 1966 года | Ботсвана Британский протекторат Бечуаналенд, получивший независимость 30 сентября 1966 года | Президент                                                | Серетсе Кхама                                                                 | 1966 год—1980 год                                        |      |
|                                     | Бурунди Королевство Бурунди, с 28 ноября 1966 года — Республика Бурунди                     | Бурунди Королевство Бурунди, с 28 ноября 1966 года — Республика Бурунди                     | Мвами (король)                                           | Мвамбутса IV Нтаре V                                                          | 1915 год—1966 год 1966 год                               |      |
| Президент                           | Бурунди Королевство Бурунди, с 28 ноября 1966 года — Республика Бурунди                     | Бурунди Королевство Бурунди, с 28 ноября 1966 года — Республика Бурунди                     | Мишель Мичомберо                                         | 1966 год—1976 год                                                             |                                                          |      |
| Премьер-министр                     | Бурунди Королевство Бурунди, с 28 ноября 1966 года — Республика Бурунди                     | Бурунди Королевство Бурунди, с 28 ноября 1966 года — Республика Бурунди                     | Леопольд Биа Мишель Мичомберо                            | 1965 год—1966 год 1966 год—1972 год                                           |                                                          |      |
|                                     | Верхняя Вольта                                                                              | Верхняя Вольта                                                                              | Президент                                                | Морис Ямеого Сангуле Ламизана                                                 | 1960 год—1966 год 1966 год—1980 год                      |      |
| Флаг Габона                         | Габон                                                                                       | Габон                                                                                       | Президент                                                | Леон Мба                                                                      | 1960 год—1967 год                                        |      |
| Флаг Гамбии                         | Гамбия                                                                                      | Гамбия                                                                                      | Королева                                                 | Елизавета II                                                                  | 1965 год—1970 год                                        |      |
| Флаг Гамбии                         | Гамбия                                                                                      | Гамбия                                                                                      | Генерал-губернатор                                       | Джон Уорбертон Пол Фариманг Мамади Сингате                                    | 1965 год—1966 год 1966 год—1970 год                      |      |
| Флаг Гамбии                         | Гамбия                                                                                      | Гамбия                                                                                      | Премьер-министр                                          | Дауда Джавара                                                                 | 1965 год—1970 год                                        |      |
| Флаг Ганы                           | Гана                                                                                        | Гана                                                                                        | Президент                                                | Кваме Нкрума Джозеф Артур Анкра                                               | 1960 год—1966 год 1966 год—1969 год                      |      |
| Флаг Гвинеи                         | Гвинея                                                                                      | Гвинея                                                                                      | Президент                                                | Ахмед Секу Туре                                                               | 1958 год—1984 год                                        |      |
|                                     | Дагомея                                                                                     | Дагомея                                                                                     | Президент                                                | Кристоф Согло                                                                 | 1965 год—1967 год                                        |      |
|                                     | Замбия                                                                                      | Замбия                                                                                      | Президент                                                | Кеннет Каунда                                                                 | 1964 год—1991 год                                        |      |
|                                     | Камерун                                                                                     | Камерун                                                                                     | Президент                                                | Ахмаду Ахиджо                                                                 | 1960 год—1982 год                                        |      |
| Премьер-министр (Восточный Камерун) | Камерун                                                                                     | Камерун                                                                                     | Симон-Пьер Тшунгуи                                       | 1965 год—1972 год                                                             |                                                          |      |
| Премьер-министр (Западный Камерун)  | Камерун                                                                                     | Камерун                                                                                     | Огастин Нгом Джуа                                        | 1965 год—1968 год                                                             |                                                          |      |
| Флаг Кении                          | Кения                                                                                       | Кения                                                                                       | Президент                                                | Джомо Кениата                                                                 | 1964 год—1978 год                                        |      |
|                                     | Республика Конго                                                                            | Республика Конго                                                                            | Президент                                                | Альфонс Массамба-Деба                                                         | 1963 год—1968 год                                        |      |
| Премьер-министр                     | Республика Конго                                                                            | Республика Конго                                                                            | Паскаль Лиссуба Амбруаз Нумазалай                        | 1963 год—1966 год 1966 год—1968 год                                           |                                                          |      |
|                                     | Демократическая Республика Конго                                                            | Демократическая Республика Конго                                                            | Президент                                                | Мобуту Сесе Секо                                                              | 1965 год—1997 год                                        |      |
| Премьер-министр                     | Демократическая Республика Конго                                                            | Демократическая Республика Конго                                                            | Леонард Муламба                                          | 1965 год—1966 год                                                             |                                                          |      |
|                                     | Лесото Британский Басутоленд, получивший независимость 4 октября 1966 года                  | Лесото Британский Басутоленд, получивший независимость 4 октября 1966 года                  | Король                                                   | Мошвешве II                                                                   | 1966 год—1990 год, 1995 год—1996 год                     |      |
| Премьер-министр                     | Лесото Британский Басутоленд, получивший независимость 4 октября 1966 года                  | Лесото Британский Басутоленд, получивший независимость 4 октября 1966 года                  | Джозеф Леабуа Джонатан                                   | 1966 год—1986 год                                                             |                                                          |      |
|                                     | Либерия                                                                                     | Либерия                                                                                     | Президент                                                | Уильям Табмен                                                                 | 1944 год—1971 год                                        |      |
|                                     | Ливия                                                                                       | Ливия                                                                                       | Король                                                   | Идрис I                                                                       | 1951 год—1969 год                                        |      |
| Премьер-министр                     | Ливия                                                                                       | Ливия                                                                                       | Хуссейн Мазик                                            | 1965 год—1967 год                                                             |                                                          |      |
|                                     | Мавритания                                                                                  | Мавритания                                                                                  | Президент                                                | Моктар ульд Дадда                                                             | 1960 год—1978 год                                        |      |
| Флаг Мадагаскара                    | Мадагаскар                                                                                  | Мадагаскар                                                                                  | Президент                                                | Филибер Циранана                                                              | 1959 год—1972 год                                        |      |
|                                     | Малави с 6 июля 1966 года — Респу́блика Малави                                               | Малави с 6 июля 1966 года — Респу́блика Малави                                               | Королева                                                 | Елизавета II                                                                  | 1964 год—1966 год                                        |      |
| Генерал-губернатор                  | Малави с 6 июля 1966 года — Респу́блика Малави                                               | Малави с 6 июля 1966 года — Респу́блика Малави                                               | Глен Джонс                                               | 1964 год—1966 год                                                             |                                                          |      |
| Президент                           | Малави с 6 июля 1966 года — Респу́блика Малави                                               | Малави с 6 июля 1966 года — Респу́блика Малави                                               | Хастингс Банда                                           | 1966 год—1994 год                                                             |                                                          |      |
| Премьер-министр                     | Малави с 6 июля 1966 года — Респу́блика Малави                                               | Малави с 6 июля 1966 года — Респу́блика Малави                                               | Хастингс Банда                                           | 1964 год—1966 год                                                             |                                                          |      |
| Флаг Мали                           | Мали                                                                                        | Мали                                                                                        | Президент                                                | Модибо Кейта                                                                  | 1960 год—1968 год                                        |      |
| Флаг Марокко                        | Марокко                                                                                     | Марокко                                                                                     | Король                                                   | Хасан II                                                                      | 1961 год—1999 год                                        |      |
| Флаг Марокко                        | Марокко                                                                                     | Марокко                                                                                     | Премьер-министр                                          | Хасан II                                                                      | 1961 год—1963 год, 1965 год—1967 год                     |      |
| Флаг Нигера                         | Нигер                                                                                       | Нигер                                                                                       | Президент                                                | Амани Диори                                                                   | 1960 год—1974 год                                        |      |
| Флаг Нигерии                        | Нигерия                                                                                     | Нигерия                                                                                     | Президент                                                | Ннамди Азикиве Джонсон Агийи-Иронси Якубу Говон                               | 1963 год—1966 год 1966 год 1966 год—1975 год             |      |
| Флаг Нигерии                        | Нигерия                                                                                     | Нигерия                                                                                     | Премьер-министр                                          | Абубакар Тафава Балева                                                        | 1960 год—1966 год                                        |      |
|                                     | Объединённая Арабская Республика (Египет)                                                   | Объединённая Арабская Республика (Египет)                                                   | Президент                                                | Гамаль Абдель Насер                                                           | 1958 год—1970 год                                        |      |
| Премьер-министр                     | Объединённая Арабская Республика (Египет)                                                   | Объединённая Арабская Республика (Египет)                                                   | Закария Мохи эд-Дин Мухаммед Сидки Сулейман              | 1965 год—1966 год 1966 год—1967 год                                           |                                                          |      |
|                                     | Родезия Самопровозглашённое государство                                                     | Родезия Самопровозглашённое государство                                                     | Королева                                                 | Елизавета II (формально)                                                      | 1965 год—1970 год                                        |      |
| Офицер-администратор правительства  | Родезия Самопровозглашённое государство                                                     | Родезия Самопровозглашённое государство                                                     | Клиффорд Дюпон                                           | 1965 год—1970 год                                                             |                                                          |      |
| Премьер-министр                     | Родезия Самопровозглашённое государство                                                     | Родезия Самопровозглашённое государство                                                     | Ян Смит                                                  | 1965 год—1979 год                                                             |                                                          |      |
|                                     | Руанда                                                                                      | Руанда                                                                                      | Президент                                                | Грегуар Кайибанда                                                             | 1961 год—1973 год                                        |      |
|                                     | Салум (с 1960 года протекторат Сенегала)                                                    | Салум (с 1960 года протекторат Сенегала)                                                    | маад                                                     | Фоде Но Гуйе Диуф                                                             | 1935 год—1969 год                                        |      |
|                                     | Свазиленд (протекторат Великобритании)                                                      | Свазиленд (протекторат Великобритании)                                                      | нгвеньяма (король)                                       | Собуза II                                                                     | 1899 год—1982 год                                        |      |
| Флаг Сенегала                       | Сенегал                                                                                     | Сенегал                                                                                     | Президент                                                | Леопольд Седар Сенгор                                                         | 1960 год—1980 год                                        |      |
| Флаг Сомали                         | Сомали                                                                                      | Сомали                                                                                      | Президент                                                | Аден Абдулла Осман Даар                                                       | 1960 год—1967 год                                        |      |
| Флаг Сомали                         | Сомали                                                                                      | Сомали                                                                                      | Премьер-министр                                          | Абдираззак Хаджи Хусейн                                                       | 1964 год—1967 год                                        |      |
|                                     | Судан                                                                                       | Судан                                                                                       | Председатель Верховного государственного совета          | Исмаил аль-Азхари                                                             | 1965 год—1969 год                                        |      |
| Премьер-министр                     | Судан                                                                                       | Судан                                                                                       | Мухаммад Махгуб Садык аль-Махди                          | (1965 год—1966 год, 1967 год—1969 год) (1966 год—1967 год, 1986 год—1989 год) |                                                          |      |
| Флаг Сьерра-Леоне                   | Сьерра-Леоне                                                                                | Сьерра-Леоне                                                                                | Королева                                                 | Елизавета II                                                                  | 1961 год—1971 год                                        |      |
| Флаг Сьерра-Леоне                   | Сьерра-Леоне                                                                                | Сьерра-Леоне                                                                                | Генерал-губернатор                                       | Генри Джосия Бостон                                                           | 1962 год—1967 год                                        |      |
| Флаг Сьерра-Леоне                   | Сьерра-Леоне                                                                                | Сьерра-Леоне                                                                                | Премьер-министр                                          | Альберт Маргаи                                                                | 1964 год—1967 год                                        |      |
| Флаг Танзании                       | Танзания                                                                                    | Танзания                                                                                    | Президент                                                | Джулиус Ньерере                                                               | 1964 год—1985 год                                        |      |
| Флаг Того                           | Того                                                                                        | Того                                                                                        | Президент                                                | Николас Грюницкий                                                             | 1963 год—1967 год                                        |      |
|                                     | Тунис                                                                                       | Тунис                                                                                       | Президент                                                | Хабиб Бургиба                                                                 | 1957 год—1987 год                                        |      |
| Флаг Уганды                         | Уганда                                                                                      | Уганда                                                                                      | Президент                                                | Мутеса II Милтон Оботе                                                        | 1963 год—1966 год (1966 год—1971 год, 1980 год—1985 год) |      |
| Флаг Уганды                         | Уганда                                                                                      | Уганда                                                                                      | Премьер-министр                                          | Милтон Оботе                                                                  | 1962 год—1966 год                                        |      |
|                                     | Центральноафриканская Республика                                                            | Центральноафриканская Республика                                                            | Президент                                                | Давид Дако Жан Бедель Бокасса                                                 | (1960 год—1966 год, 1979 год—1981 год) 1966 год—1976 год |      |
| Флаг Чада                           | Чад                                                                                         | Чад                                                                                         | Президент                                                | Франсуа Томбалбай                                                             | 1960 год—1975 год                                        |      |
| Флаг Чада                           | Чад                                                                                         | Чад                                                                                         | Премьер-министр                                          | Франсуа Томбалбай                                                             | 1959 год—1975 год                                        |      |
|                                     | Эфиопия                                                                                     | Эфиопия                                                                                     | Император                                                | Хайле Селассие                                                                | 1930 год—1936 год, 1941 год—1974 год                     |      |
| Премьер-министр                     | Эфиопия                                                                                     | Эфиопия                                                                                     | Аклилу Хабте Вольде                                      | 1961 год—1974 год                                                             |                                                          |      |
|                                     | Южно-Африканская Республика                                                                 | Южно-Африканская Республика                                                                 | Государственный президент                                | Чарльз Роббертс Сварт                                                         | 1961 год—1967 год                                        |      |
| Премьер-министр                     | Южно-Африканская Республика                                                                 | Южно-Африканская Республика                                                                 | Хендрик Фервурд Теофилус Дёнгес (и. о.) Балтазар Форстер | 1958 год—1966 год 1966 год 1966 год—1978 год                                  |                                                          |      |

## Европа
| Флаг                                                          | Страна                                    | Страна                                    | Должность                                                            | Имя | Начало и конец срока                                     | Фото |
| ------------------------------------------------------------- | ----------------------------------------- | ----------------------------------------- | -------------------------------------------------------------------- | --- | -------------------------------------------------------- | ---- |
| Флаг Австрии                                                  | Австрия                                   | Австрия                                   | Федеральный президент                                                | Франц Йонас | 1965 год—1974 год                                        |      |
| Флаг Австрии                                                  | Австрия                                   | Австрия                                   | Федеральный канцлер                                                  | Йозеф Клаус | 1964 год—1970 год                                        |      |
|                                                               | Албания                                   | Албания                                   | Первый секретарь Центрального Комитета                               | Энвер Ходжа | 1941 год—1985 год                                        |      |
| Председатель Президиума Народного собрания                    | Албания                                   | Албания                                   | Хаджи Леши                                                           | 1953 год—1982 год |                                                          |      |
| Председатель Совета министров                                 | Албания                                   | Албания                                   | Мехмет Шеху                                                          | 1954 год—1981 год |                                                          |      |
| Флаг Андорры                                                  | Андорра                                   | Андорра                                   | Соправители                                                          | Шарль Де Голль Президент Французской Республики                                                                       | 1959 год—1969 год                                        |      |
| Флаг Андорры                                                  | Андорра                                   | Андорра                                   | Соправители                                                          | Рамон Иглеисас-и-Навори Епископ Урхельский                                                                            | 1943 год—1969 год                                        |      |
| Флаг Бельгии                                                  | Бельгия                                   | Бельгия                                   | Король                                                               | Бодуэн | 1951 год—1993 год                                        |      |
| Флаг Бельгии                                                  | Бельгия                                   | Бельгия                                   | Премьер-министр                                                      | Пьер Армель Поль ван ден Буйнантс                                                                                     | 1965 год—1966 год (1966 год—1968 год, 1978 год—1979 год) |      |
|                                                               | Народная Республика Болгария              | Народная Республика Болгария              | Генеральный (Первый) секретарь ЦК Болгарской коммунистической партии | Тодор Живков | 1954 год—1989 год                                        |      |
| Председатель Совета министров                                 | Народная Республика Болгария              | Народная Республика Болгария              | 1962 год—1971 год                                                    | Тодор Живков |                                                          |      |
| Председатель Президиума Народного собрания                    | Народная Республика Болгария              | Народная Республика Болгария              | Георгий Трайков                                                      | 1964 год—1971 год |                                                          |      |
| Флаг Ватикана                                                 | Ватикан                                   | Ватикан                                   | Папа                                                                 | Павел VI | 1963 год—1978 год                                        |      |
| Флаг Ватикана                                                 | Ватикан                                   | Ватикан                                   | Государственный секретарь                                            | кардинал Амлето Джованни Чиконьяни                                                                                    | 1961 год—1969 год                                        |      |
|                                                               | Великобритания                            | Великобритания                            | Королева                                                             | Елизавета II | 1952 год—2022 год                                        |      |
| Премьер-министр                                               | Великобритания                            | Великобритания                            | Гарольд Вильсон                                                      | 1964 год—1970 год, 1974 год—1976 год                                                                                  |                                                          |      |
| Флаг Венгрии                                                  | Венгерская Народная Республика            | Венгерская Народная Республика            | Генеральный секретарь ЦК Венгерской социалистической рабочей партии  | Янош Кадар | 1956 год—1988 год                                        |      |
| Флаг Венгрии                                                  | Венгерская Народная Республика            | Венгерская Народная Республика            | Председатель Президиума Венгерской Народной Республики               | Иштван Доби | 1952 год—1967 год                                        |      |
| Флаг Венгрии                                                  | Венгерская Народная Республика            | Венгерская Народная Республика            | Председатель Совета министров                                        | Дьюла Каллаи | 1965 год—1967 год                                        |      |
|                                                               | Германская Демократическая Республика     | Германская Демократическая Республика     | Генеральный секретарь ЦК Социалистической единой партия Германии     | Вальтер Ульбрихт | 1950 год—1971 год                                        |      |
| Председатель Государственного совета                          | Германская Демократическая Республика     | Германская Демократическая Республика     | 1960 год—1973 год                                                    | Вальтер Ульбрихт |                                                          |      |
| Председатель Совета министров                                 | Германская Демократическая Республика     | Германская Демократическая Республика     | Вилли Штоф                                                           | 1964 год—1973 год, 1976 год—1989 год                                                                                  |                                                          |      |
|                                                               | Греция                                    | Греция                                    | Король                                                               | Константин II | 1964 год—1974 год                                        |      |
| Премьер-министр                                               | Греция                                    | Греция                                    | Стефанос Стефанопулос Иоаннис Параскевопулос                         | 1965 год—1966 год (1963 год—1964 год, 1966 год—1967 год)                                                              |                                                          |      |
| Флаг Дании                                                    | Дания                                     | Дания                                     | Король                                                               | Фредерик IX | 1947 год—1972 год                                        |      |
| Флаг Дании                                                    | Дания                                     | Дания                                     | Премьер-министр                                                      | Йенс Отто Краг | 1962 год—1968 год, 1971 год—1972 год                     |      |
| Флаг Ирландии                                                 | Ирландия                                  | Ирландия                                  | Президент                                                            | Имон де Валера | 1959 год—1973 год                                        |      |
| Флаг Ирландии                                                 | Ирландия                                  | Ирландия                                  | Премьер-министр (тишек)                                              | Шон Лемассн Джон Линч                                                                                                 | 1959 год—1966 год (1966 год—1973 год, 1977 год—1979 год) |      |
| Флаг Исландии                                                 | Исландия                                  | Исландия                                  | Президент                                                            | Аусгейр Аусгейрссон                                                                                                   | 1952 год—1968 год                                        |      |
| Флаг Исландии                                                 | Исландия                                  | Исландия                                  | Премьер-министр                                                      | Бьярни Бенедиктссон                                                                                                   | 1961 год, 1963 год—1970 год                              |      |
|                                                               | Испания                                   | Испания                                   | Каудильо                                                             | Франсиско Франко | 1936 год—1975 год                                        |      |
| Премьер-министр                                               | Испания                                   | Испания                                   | 1938 год—1973 год                                                    | Франсиско Франко |                                                          |      |
|                                                               | Италия                                    | Италия                                    | Президент                                                            | Джузеппе Сарагат | 1964 год—1971 год                                        |      |
| Премьер-министр                                               | Италия                                    | Италия                                    | Альдо Моро                                                           | 1963 год—1968 год, 1974 год—1976 год                                                                                  |                                                          |      |
|                                                               | Лихтенштейн                               | Лихтенштейн                               | Князь                                                                | Франц Иосиф II | 1938 год—1989 год                                        |      |
| Премьер-министр                                               | Лихтенштейн                               | Лихтенштейн                               | Герард Батлинерд                                                     | 1962 год—1970 год |                                                          |      |
| Флаг Люксембурга                                              | Люксембург                                | Люксембург                                | Великий герцог                                                       | Жан | 1964 год—2000 год                                        |      |
| Флаг Люксембурга                                              | Люксембург                                | Люксембург                                | Премьер-министр                                                      | Пьер Вернер | 1959 год—1974 год, 1979 год—1984 год                     |      |
| Флаг Мальты                                                   | Мальта                                    | Мальта                                    | Королева                                                             | Елизавета II | 1964 год — 1974 год                                      |      |
| Флаг Мальты                                                   | Мальта                                    | Мальта                                    | Генерал-губернатор                                                   | Морис Дорман | 1964 год—1971 год                                        |      |
| Флаг Мальты                                                   | Мальта                                    | Мальта                                    | Премьер-министр                                                      | Джордж Борг Оливер | 1964 год—1971 год                                        |      |
| Флаг Монако                                                   | Монако                                    | Монако                                    | Князь                                                                | Ренье III | 1949 год—2005 год                                        |      |
| Флаг Монако                                                   | Монако                                    | Монако                                    | Премьер-министр                                                      | Жан Реймон Поль Деманж                                                                                                | 1963 год—1966 год 1966 год—1969 год                      |      |
| Флаг Нидерландов                                              | Нидерланды                                | Нидерланды                                | Королева                                                             | Юлиана | 1948 год—1980 год                                        |      |
| Флаг Нидерландов                                              | Нидерланды                                | Нидерланды                                | Премьер-министр                                                      | Йозеф Калс Елле Зейлстра                                                                                              | 1965 год—1966 год 1966 год—1967 год                      |      |
| Флаг Норвегии                                                 | Норвегия                                  | Норвегия                                  | Король                                                               | Улаф V | 1957 год—1991 год                                        |      |
| Флаг Норвегии                                                 | Норвегия                                  | Норвегия                                  | Премьер-министр                                                      | Пер Бортен | 1965 год—1971 год                                        |      |
| Флаг Польши                                                   | Польская Народная Республика              | Польская Народная Республика              | Председатель ЦК Польской объединенной рабочей партии                 | Владислав Гомулка | 1956 год—1970 год                                        |      |
| Флаг Польши                                                   | Польская Народная Республика              | Польская Народная Республика              | Председатель Государственного совета                                 | Эдвард Охаб | 1964 год—1968 год                                        |      |
| Флаг Польши                                                   | Польская Народная Республика              | Польская Народная Республика              | Председатель Совета министров                                        | Юзеф Циранкевич | 1954 год—1970 год                                        |      |
|                                                               | Португалия                                | Португалия                                | Президент                                                            | Америку де Деуш Томаш                                                                                                 | 1958 год—1974 год                                        |      |
| Премьер-министр                                               | Португалия                                | Португалия                                | Антониу ди Салазар                                                   | 1932 год—1968 год |                                                          |      |
|                                                               | Социалистическая Республика Румыния       | Социалистическая Республика Румыния       | Генеральный (первый) секретарь ЦК Румынской комунистической партии   | Николае Чаушеску | 1965 год—1989 год                                        |      |
| Председатель Государственного Совета                          | Социалистическая Республика Румыния       | Социалистическая Республика Румыния       | Киву Стойка                                                          | 1965 год—1967 год |                                                          |      |
| Премьер-министр                                               | Социалистическая Республика Румыния       | Социалистическая Республика Румыния       | Ион Георге Маурер                                                    | 1961 год—1974 год |                                                          |      |
| Флаг Сан-Марино                                               | Сан-Марино                                | Сан-Марино                                | Капитаны-регенты                                                     | Альваро Касали и Пьетро Реффи Франческо Валли и Эмилио Делла Бальда Джованни Вито Маркуччи и Франческо Мариа Франчини | 1965 год—1966 год 1966 год 1966 год—1967 год             |      |
|                                                               | Союз Советских Социалистических Республик | Союз Советских Социалистических Республик | Первый секретарь ЦК КПСС                                             | Леонид Брежнев | 1964 год—1982 год                                        |      |
| Председатель Совета министров                                 | Союз Советских Социалистических Республик | Союз Советских Социалистических Республик | Алексей Косыгин                                                      | 1964 год—1980 год |                                                          |      |
| Председатель Президиума Верховного Совета СССР                | Союз Советских Социалистических Республик | Союз Советских Социалистических Республик | Николай Подгорный                                                    | 1965 год—1977 год |                                                          |      |
|                                                               | Федеративная Республика Германии          | Федеративная Республика Германии          | Федеральный президент                                                | Генрих Любке | 1959 год—1969 год                                        |      |
| Федеральный канцлер                                           | Федеративная Республика Германии          | Федеративная Республика Германии          | Людвиг Эрхард Курт Георг Кизингер                                    | 1963 год—1966 год 1966 год—1969 год                                                                                   |                                                          |      |
|                                                               | Финляндия                                 | Финляндия                                 | Президент                                                            | Урхо Калева Кекконен                                                                                                  | 1956 год—1982 год                                        |      |
| Премьер-министр                                               | Финляндия                                 | Финляндия                                 | Йоханнес Виролайнен Рафаэль Паасио                                   | 1964 год—1966 год (1966 год—1968 год, 1972 год)                                                                       |                                                          |      |
|                                                               | Франция                                   | Франция                                   | Президент                                                            | Шарль де Голль | 1959 год—1969 год                                        |      |
| Премьер-министр                                               | Франция                                   | Франция                                   | Жорж Помпиду                                                         | 1962 год—1968 год |                                                          |      |
|                                                               | Чехословацкая Социалистическая Республика | Чехословацкая Социалистическая Республика | Президент                                                            | Антонин Новотный | 1957 год—1968 год                                        |      |
| Генеральный секретарь ЦК Коммунистической партии Чехословакии | Чехословацкая Социалистическая Республика | Чехословацкая Социалистическая Республика | 1953 год—1968 год                                                    | Антонин Новотный |                                                          |      |
| Премьер-министр                                               | Чехословацкая Социалистическая Республика | Чехословацкая Социалистическая Республика | Йозеф Ленарт                                                         | 1963 год—1968 год |                                                          |      |
| Флаг Швейцарии                                                | Швейцария                                 | Швейцария                                 | Президент                                                            | Ханс Шафнер | 1966 год                                                 |      |
|                                                               | Швеция                                    | Швеция                                    | Король                                                               | Густав VI Адольф | 1950 год—1973 год                                        |      |
| Премьер-министр                                               | Швеция                                    | Швеция                                    | Таге Фритьоф Эрландер                                                | 1946 год—1969 год |                                                          |      |
|                                                               | Югославия                                 | Югославия                                 | Председатель Президиума ЦК Союза коммунистов Югославии               | Иосип Броз Тито | 1945 год—1980 год                                        |      |
| Президент                                                     | Югославия                                 | Югославия                                 | 1953 год—1980 год                                                    | Иосип Броз Тито |                                                          |      |
| Председатель Союзного исполнительного веча                    | Югославия                                 | Югославия                                 | Петар Стамболич                                                      | 1963 год—1967 год |                                                          |      |

## Океания
| Флаг                | Страна                                                                        | Должность          | Имя                                 | Начало и конец срока                                     | Фото |
| ------------------- | ----------------------------------------------------------------------------- | ------------------ | ----------------------------------- | -------------------------------------------------------- | ---- |
| Флаг Австралии      | Австралия                                                                     | Королева           | Елизавета II                        | 1952 год—2022 год                                        |      |
| Флаг Австралии      | Австралия                                                                     | Генерал-губернатор | Ричард Кейси                        | 1965 год—1969 год                                        |      |
| Флаг Австралии      | Австралия                                                                     | Премьер-министр    | Роберт Мензис Гарольд Холт          | (1939 год—1941 год, 1949 год—1966 год) 1966 год—1967 год |      |
| Флаг Новой Зеландии | Новая Зеландия                                                                | Королева           | Елизавета II                        | 1952 год—2022 год                                        |      |
| Флаг Новой Зеландии | Новая Зеландия                                                                | Генерал-губернатор | Бернард Фергюссон                   | 1962 год—1967 год                                        |      |
| Флаг Новой Зеландии | Новая Зеландия                                                                | Премьер-министр    | Кит Холиок                          | 1957 год, 1960 год—1972 год                              |      |
| Флаг островов Кука  | Острова Кука (государственное образование, ассоциированное с Новой Зеландией) | Премьер-министр    | Альберт Генри                       | 1965 год—1978 год                                        |      |
| Флаг Самоа          | Западное Самоа                                                                | О ле Ао О ле Мало  | Малиетоа Танумафили II Сусуга       | 1962 год—2007 год                                        |      |
| Флаг Самоа          | Западное Самоа                                                                | Премьер            | Фиаме Матаʻафа Фаумуина Мулинуʻу II | 1962 год—1970 год, 1973 год—1975 год                     |      |
| Флаг Тонги          | Тонга (протекторат Великобритании)                                            | Король             | Тауфа’ахау Тупоу IV                 | 1965 год—2006 год                                        |      |
| Флаг Тонги          | Тонга (протекторат Великобритании)                                            | Премьер            | Фатафехи Туипелехаке                | 1965 год—1991 год                                        |      |

## Северная и Центральная Америка
| Флаг                          | Страна                                                                        | Должность                | Имя                                              | Начало и конец срока                                                        | Фото |
| ----------------------------- | ----------------------------------------------------------------------------- | ------------------------ | ------------------------------------------------ | --------------------------------------------------------------------------- | ---- |
| Флаг Барбадоса                | Барбадос Колония Великобритания, получившая независимость 30 ноября 1966 года | Королева                 | Елизавета II                                     | 1966 год—2021 год                                                           |      |
| Флаг Барбадоса                | Барбадос Колония Великобритания, получившая независимость 30 ноября 1966 года | Генерал-губернатор       | Джон Монтегю Стоу                                | 1966 год—1967 год                                                           |      |
| Флаг Барбадоса                | Барбадос Колония Великобритания, получившая независимость 30 ноября 1966 года | Премьер-министр          | Эррол Бэрроу                                     | 1966 год—1976 год, 1986 год—1987 год                                        |      |
|                               | Гаити                                                                         | Президент                | Франсуа Дювалье                                  | 1957 год—1971 год                                                           |      |
| Флаг Гватемалы                | Гватемала                                                                     | Президент                | Энрике Перальта Асурдия Хулио Мендес Монтенегро  | 1963 год—1966 год 1966 год—1970 год                                         |      |
| Флаг Гондураса                | Гондурас                                                                      | Президент                | Освальдо Лопес Арельяно                          | 1963 год—1971 год, 1972 год—1975 год                                        |      |
| Флаг Доминиканской Республики | Доминиканская Республика                                                      | Президент                | Эктор Гарсия Годой Хоакин Балагер                | 1965 год—1966 год (1960 год—1962 год, 1966 год—1978 год, 1986 год—1996 год) |      |
| Флаг Канады                   | Канада                                                                        | Королева                 | Елизавета II                                     | 1952 год—2022 год                                                           |      |
| Флаг Канады                   | Канада                                                                        | Генерал-губернатор       | Жорж Ванье                                       | 1959 год—1967 год                                                           |      |
| Флаг Канады                   | Канада                                                                        | Премьер-министр          | Лестер Пирсон                                    | 1963 год—1968 год                                                           |      |
|                               | Коста-Рика                                                                    | Президент                | Франсиско Орлич Больмарсич Хосе Трехос Фернандес | 1962 год—1966 год 1966 год—1970 год                                         |      |
|                               | Куба                                                                          | Премьер-министр          | Фидель Кастро                                    | 1965 год—2011 год                                                           |      |
| Премьер-министр               | Куба                                                                          | 1959 год—2008 год        | Фидель Кастро                                    |                                                                             |      |
| Президент                     | Куба                                                                          | Освальд Дортикос Торрадо | 1959 год—1976 год                                |                                                                             |      |
|                               | Мексика                                                                       | Президент                | Густаво Диас Ордас                               | 1964 год—1970 год                                                           |      |
|                               | Никарагуа                                                                     | Президент                | Рене Шик Гутьеррес Лоренсо Герреро Гутьеррес     | 1963 год—1966 год 1966 год—1967 год                                         |      |
|                               | Панама                                                                        | Президент                | Марко Аурелио Роблес                             | 1964 год—1968 год                                                           |      |
| Флаг Сальвадора               | Сальвадор                                                                     | Президент                | Хулио Ривера Карбальо                            | 1962 год—1967 год                                                           |      |
| Флаг США                      | Соединённые Штаты Америки                                                     | Президент                | Линдон Джонсон                                   | 1963 год—1969 год                                                           |      |
| Флаг Тринидада и Тобаго       | Тринидад и Тобаго                                                             | Королева                 | Елизавета II                                     | 1962 год — 1976 год                                                         |      |
| Флаг Тринидада и Тобаго       | Тринидад и Тобаго                                                             | Генерал-губернатор       | Соломон Хочой                                    | 1962 год—1972 год                                                           |      |
| Флаг Тринидада и Тобаго       | Тринидад и Тобаго                                                             | Премьер-министр          | Эрик Уильямс                                     | 1962 год—1981 год                                                           |      |
| Флаг Ямайки                   | Ямайка                                                                        | Королева                 | Елизавета II                                     | 1962 год—2022 год                                                           |      |
| Флаг Ямайки                   | Ямайка                                                                        | Генерал-губернатор       | Клиффорд Кэмпбеллд                               | 1962 год—1973 год                                                           |      |
| Флаг Ямайки                   | Ямайка                                                                        | Премьер-министр          | Александр Бустаманте                             | 1962 год—1967 год                                                           |      |

## Южная Америка
| Флаг           | Страна                                                              | Должность                                         | Имя                                                            | Начало и конец срока                            | Фото |
| -------------- | ------------------------------------------------------------------- | ------------------------------------------------- | -------------------------------------------------------------- | ----------------------------------------------- | ---- |
| Флаг Аргентины | Аргентина                                                           | Президент                                         | Артуро Умберто Ильиа Хуан Карлос Онганиа                       | 1963 год—1966 год 1966 год—1970 год             |      |
| Флаг Боливии   | Боливия                                                             | Сопредседатели Военной правительственной хунты    | Рене Баррьентос Ортуньо Альфредо Овандо Кандиао                | 1964 год—1966 год                               |      |
| Флаг Боливии   | Боливия                                                             | Президент                                         | Альфредо Овандо Кандиао Рене Баррьентос Ортуньо                | (1966 год, 1969 год—1970 год) 1966 год—1969 год |      |
|                | Бразилия                                                            | Президент                                         | Умберту Кастелу Бранку                                         | 1964 год—1967 год                               |      |
|                | Венесуэла                                                           | Президент                                         | Рауль Леони                                                    | 1964 год—1969 год                               |      |
| Флаг Гайаны    | Гайана Британская Гвиана, получившая независимость 26 мая 1966 года | Королева                                          | Елизавета II                                                   | 1962 год — 1970 год                             |      |
| Флаг Гайаны    | Гайана Британская Гвиана, получившая независимость 26 мая 1966 года | Генерал-губернатор                                | Люит, Ричард Люит Дэвид Роуз                                   | 1966 год 1966 год—1969 год                      |      |
| Флаг Гайаны    | Гайана Британская Гвиана, получившая независимость 26 мая 1966 года | Премьер-министр                                   | Форбс Бёрнхем                                                  | 1966 год—1980 год                               |      |
| Флаг Колумбии  | Колумбия                                                            | Президент                                         | Гильермо Леон Валенсия Карлос Льерас Рестрепо                  | 1962 год—1966 год 1966 год—1970 год             |      |
|                | Парагвай                                                            | Президент                                         | Альфредо Стресснер                                             | 1954 год—1989 год                               |      |
| Флаг Перу      | Перу                                                                | Президент                                         | Фернандо Белаунде Терри                                        | 1963 год—1968 год, 1980 год—1985 год            |      |
| Флаг Перу      | Перу                                                                | Председатель Совета министров                     | Фернандо Швальб Даниэль Бесерра                                | 1963 год—1965 год 1965 год—1967 год             |      |
| Флаг Уругвая   | Уругвай                                                             | Президент Национального правительственного совета | Вашингтон Бельтран Альберто Эбер Ушер                          | 1965 год—1966 год 1966 год—1967 год             |      |
| Флаг Чили      | Чили                                                                | Президент                                         | Эдуардо Фрей Монтальва                                         | 1964 год—1970 год                               |      |
| Флаг Эквадора  | Эквадор                                                             | Президент                                         | Рамон Кастро Хихон Тельмо Варгас Клементе Ерови Отто Аросемена | 1963 год—1966 год 1966 год 1966 год—1968 год    |      |

## Комментарии
1. ↑  Скончался 11 января 1966 года на переговорах в Ташкенте в возрасте 61 года.
2. ↑  Министр внутренних дел. Исполнял обязанности премьер-министра после смерти Л. Б. Шастри.
3. ↑  Погиб 16 апреля 1966 года на юге страны при падении вертолёта.
4. ↑  Свергнут в результате военного переворота 23 февраля 1966 года.
5. ↑  После государственного переворота 23 февраля 1966 года задержан, в августе 1966 года бежал в Бейрут. 21 июля 1980 года застрелен в Париже.
6. ↑  В марте 1966 года ушел в отставку по состоянию здоровья, став пожизненным членом Сената республики. Скончался в сентябре 1966 года от инсульта.
7. ↑  19 июня 1965 г. возглавил военный переворот и стал председателем Революционного совета, а затем и Совета министров.
8. ↑  В условиях столкновений между народностями хуту и тутси 24 марта 1966 года объявил об отречении от престола и 8 июля передал власть своему сыну Нтаре V. Эмигрировал в Швейцарию. Скончался в 1977 году в Женеве от инфаркта.
9. ↑  Наследный принц Шарль Ндизейе. Коронован в сентябре 1966 года. Свергнут во время визита в Киншасу, эмигрировал в ФРГ. В 1972 году вернулся в страну и был убит при неясных обстоятельствах.
10. ↑  Военный, капитан, командующий национальной армией. Окончил военное училище в Брюсселе, с 1963 года государственный секретарь по делам национальной обороны и главнокомандующий. В июле 1966 года в условиях межнациональных столкновений был назначен премьер-министром, министром обороны и министром по делам государственной администрации. Организатор переворота 28 ноября. Пришёл к власти в возрасте 26 лет.
11. ↑  Подал в отставку 8 июля 1966 года после вступления на престол Нтари V. Скончался в 2003 году.
12. ↑  Ушел в отставку 3 января 1966 года после волнений в стране и всеобщей забастовки.
13. ↑  Генерал. Занял пост президента по требованию участников массовых демонстраций после отставки Мориса Ямеого.
14. ↑  Свергнут в ходе военного переворота 24 февраля 1966 года. В момент переворота находился с визитом в Ханое, откуда вылетел в Пекин, а затем в Конакри. Жил в эмиграции в Гвинее. Скончался в 1972 году в Бухаресте от рака кожи.
15. ↑  Военный, генерал-майор, затем генерал-лейтенант. Бывший начальник штаба армии. Приведён к власти организаторами военного переворота 24 февраля 1966 года. Возглавил правящий Совет национального освобождения.
16. ↑  Отправлен в отставку 15 апреля 1966 года.
17. ↑  Должность упразднена 26 октября 1966 года.
18. ↑  Пост упразднён 6 июля 1966 года.
19. ↑  Прямое королевское правление Хассана II.
20. ↑  Смещён в результате военного переворота 15 января 1966 года.
21. ↑  Организатор военного переворота 15 января 1966 года, в результате которого занял пост президента. Расстрелян охраной в ходе переворота 29 июля 1966 года.
22. ↑  Похищен и расстрелян военными в ходе переворота 15 января 1966 года. После его смерти премьер-министр не назначался.
23. ↑  Отстранен от власти 24 февраля 1966 года. Уехал в Великобританию, умер от отравления алкоголем в 1969 году
24. ↑  Пост упразднён 15 апреля 1966 года (до 1980 года).
25. ↑  Отстранён от власти в результате государственного переворота, осуществлённого 1 января 1966 г. его двоюродным братом, начальником Генштаба вооруженных сил ЦАР, полковником Жаном-Беделем Бокассой.
26. ↑  Зарезан Д.Тсафедасом в здании парламента 6 сентября 1966 года. Похоронен на Аллее Героев в Претории.
27. ↑  Министр финансов в 1958—1967 годах. Исполнял обязанности премьер-министра до избрания нового лидера Национальной партии. Министр внутренних дел в 1948—1961 годах. В 1967 году избран президентом ЮАР, но перенёс инсульт и впал в кому, не вступив в должность. Скончался в 1968 году.
28. ↑  Министр юстиции, полиции и тюрем с 1961 года. Избран на пост съездом партии. Юрист, в период Второй мировой войны был помещён в концлагерь за прогерманские настроения. Депутат парламента с 1953 года.
29. ↑  Скончался 3 августа 1966 года в Манагуа в возрасте 56 лет. Шестилетний срок полномочий истекал 1 мая 1969 года.
30. ↑  Свергнут в результате переворота 28 июня 1966 г.
31. ↑  Один из организаторов военного переворота 28 июня 1966 г.
32. ↑  Под давлением мирового сообщества был вынужден в марте 1966 года устраниться от власти и передать власть Варгасу Тельмо.
33. ↑  Занимал пост президента в течение нескольких часов и передал президентский пост законному на тот момент президенту страны Клементе Ерови.
34. ↑  Исполнял обязанности президента в течение нескольких месяцев. После созыва Конституционной Ассамблеи передал ей власть и ушёл в отставку.
35. ↑  Избран президентом Конституционной Ассамблеей.